# Jamie Burnett
Jamie Burnett (født 16. september 1975) er en professionel snookerspiller fra Hamilton i Skotland. Han blev professionel i 1992 og tjente i alt £654,749 i præmiepenge, før han afsluttede sin karriere i 2016. Han opnåede sin højeste ranglisteplacering i sæsonen 1999/2000, hvor han en overgang lå nr. 27.
Burnett blev den første spiller i historien til at lave et break på 148 i en officiel turneringskamp, da han i sin 9-8 sejr over Leo Fernandez i kvalifikationen til UK Championship 2004 fik en fri ball i 14. frame.